# Phare Seal Point
Le phare Seal Point est un phare situé au Cap St Francis, Cap-Oriental en Afrique du Sud, à 30 km de Humansdorp et 100 km de Port Elizabeth. Il est mis en service le 4 juillet 1878. 

## Histoire
La construction est dans un premier temps, confiée à Joseph Flack, un ingénieur civil et architecte employé par le gouvernement du Cap Colonial. À son décès le 14 novembre 1876, la construction est reprise par WB Hays : la lumière est allumée pour la première fois le 4 juillet 1878. Le phare est équipé d'un brûleur à trois mèches (intensité de 15 000 bougies), fournissant un seul éclair blanc toutes les 20 secondes. Le 17 mai 1906, le flash est changé pour clignoter toutes les 5 secondes.  Les mèches sont remplacées par un brûleur à vapeur de pétrole. Le coût de construction s'est élevé à 20 000 £.

## Caractéristiques
Le phare mesure 27,75 mètres. Son plan focal est de 36 mètres au-dessus du niveau de l'océan. Il a une portée de 28 milles marins. Le phare a une intensité de 2 750 000 candelas. 

## Codes internationaux
- ARLHS[1] : SAF-039
- NGA :  112-32148
- Admiralty[2] : D 6386

## Source
(en) Seal Point